# 清霜號驅逐艦
清霜號驅逐艦（日语：／ Kiyoshimo ?）是舊日本海軍的驱逐舰。
本艦是作為夕雲型驅逐艦的19號艦，也是夕雲型驅逐艦最後一艘。
本艦於1944年12月26日時遭到美軍B-25的250公斤炸彈擊中左舷中間部分，重油罐遭到破壞延燒導致1號及3號引擎受損無法航行，最終於當日23時15分因火災擴散引發爆炸沉沒。
有一說是遭到美國海軍PT艇PT-223號以魚雷擊沉，但經由清霜號梶本顗艦長的回顧「並沒有遭到美軍魚雷艇攻擊」一說中，可以認為是在B-25轟炸後擊毀引擎延燒導致沉沒的，並非被魚雷艇擊沉。

## 外部連結
- 清霜【夕雲型駆逐艦　十九番艦】 （页面存档备份，存于）